# Накамура Ісо
Ісо Накамура (яп. 中村イソ Накамура Ісо; 23 квітня 1903 року, префектура Ісікава, Японія — 23 листопада 2017 року, місто Канадзава, префектура Ісікава, Японія) — японська супердовгожителька. На момент смерті була четвертою найстаршою нині живою повністю верифікованою людиною в Японії, а також сьомою найстарішою нині живою повністю верифікованою людиною в світі.